# 墨脱虾脊兰
墨脱虾脊兰（学名：Calanthe metoensis），为兰科虾脊兰属下的一个植物种。